# Honeywell H316

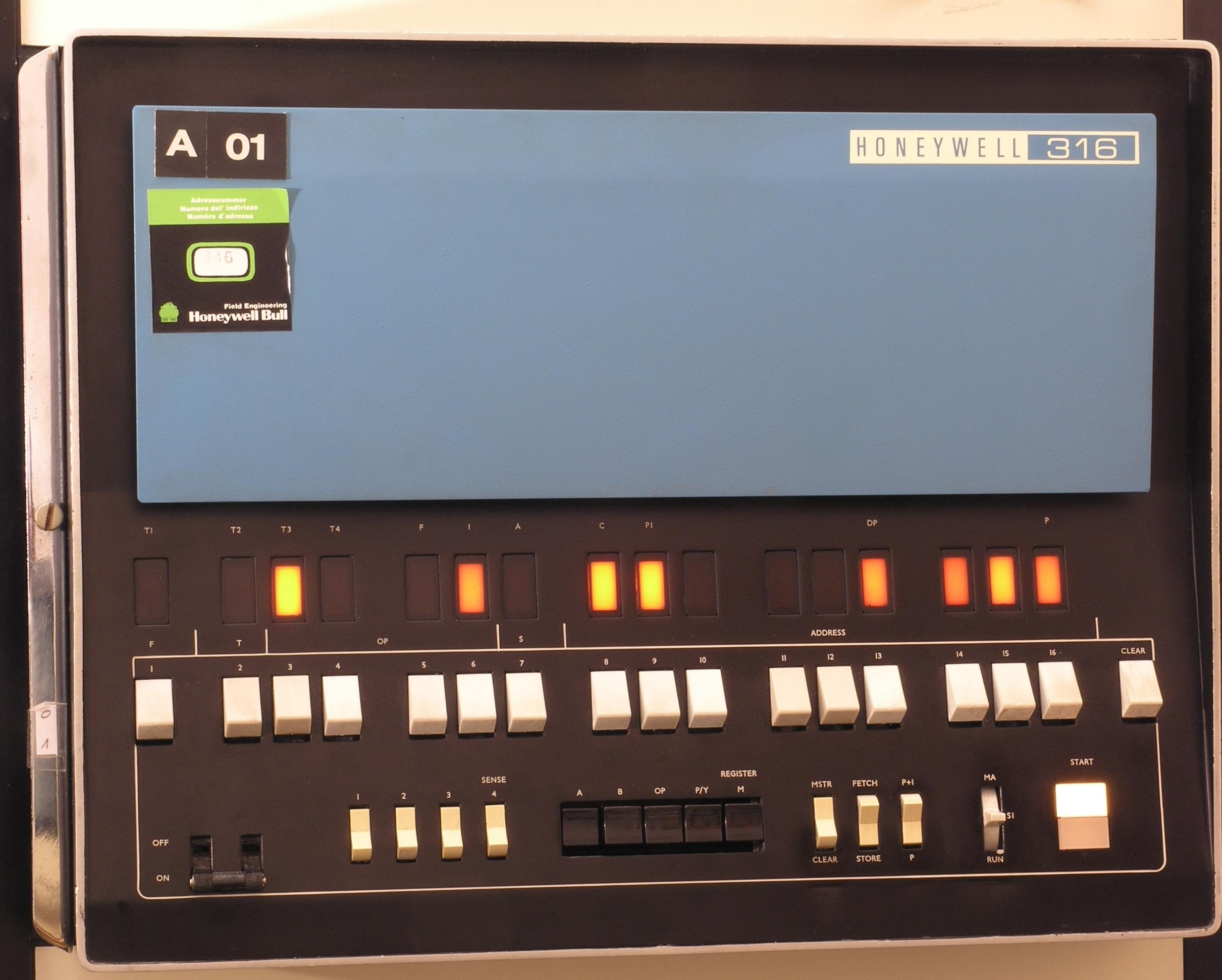
H316-Frontansicht: Rechner ist eingeschaltet, der Prozessor ist angehalten.

Der Honeywell H316 ist ein 1969 eingeführter Minirechner der Firma Honeywell International, der zu den ersten 16-Bit Computern gehört.
Er ist das meistgebaute Modell der Serie 16.

## Technisches
Der H316 ist ein typischer Vertreter der Serie 16.
Der Rechner verfügt über den Akkumulator A und das Zusatzregister B.
Das Index-Register X ist ebenfalls vorhanden.
Der Arbeitsspeicher kann bis auf 16k×16 bit Kernspeicher ausgebaut werden, unter Verwendung zusätzlicher Hardware ist eine Speicheraufrüstung auf bis zu 32k×16 bit möglich.
Serienmäßig verfügt die Maschine über eine Interruptleitung sowie über einen flexiblen I/O-Bus, der eine einfache Erweiterung des Systems um zusätzliche Komponenten ermöglicht.
Unter anderem wurde auf dem H316 die Programmiersprache Forth entwickelt.